# ふらいんぐ♥人魚姫
『ふらいんぐ♥人魚姫』（ふらいんぐ・マーメイド、英称:Flying Mermaid）は、陣名まいによる日本の漫画作品。『ちゃお』（小学館）にて2002年12月号から2003年2月号まで連載された。全3話。

## 概要
陣名まい6作目の連載作品。温水プールの完備された水泳の名門高校にて、競泳に必死になる少女のストーリーを描いている。
単行本も発売されており、本作のほかに読み切り作品『バーガータイムは夏時間』『コムスメ★コスメ』『ホーム・トライアングル』が収録されている。

## 登場人物
宮城 東子（みやぎ とうこ）
主人公。高校1年生。水泳の名門校で競泳で早くなることに日々努力を続ける少女。高1では上位を争うレベルだが、スピードが伸び悩んでおりスランプを感じている。自主練習も積極的で正月休み返上で練習に挑むなど、努力家としての性格が強い。
桜田 春人（さくらだ はると）
東子と同じ高校に通う少年。中学時代とある雑誌の取材に「誰よりも速く泳ぐ」という発言をし、責任感から当時部長に抜擢されたが、部員との口論でスピードの意味に疑問を感じ泳ぐのを辞めてしまう。しかし高校では「水の貴公子」と称し水泳を楽しんでいる。比較的軟派な性格で、東子にメールのやりとりなどを行っている。
部長（本名不詳）
東子の在学する水泳部の部長。真面目な上堅物な性格で、東子に対しても常に厳しい指導を繰り返している。春人とは中学時代先輩後輩の関係だったが、春人の爆弾発言以来「水泳に打ち込んでいる人を侮辱した」として目の敵にしている。

## 書誌情報
- 陣名まい『ふらいんぐ♥人魚姫』小学館〈ちゃおフラワーコミックス〉2003年3月26日発売、全1巻、ISBN 4-09-137678-9